# 薩克森的安娜 (1437-1512)
薩克森的安娜（德語：Anna von Sachsen，1437年3月7日—1512年10月31日），布蘭登堡選侯夫人，薩克森選侯腓特烈二世的女兒。

## 家庭
1458年，安娜與布蘭登堡的阿爾布雷希特結婚，兩人共有2子3女：
1. 腓特烈（1460年—1536年）
2. 阿瑪莉埃（英语：Amalie of Brandenburg）（1461年—1481年），早逝
3. 芭芭拉（英语：Barbara of Brandenburg (1464–1515)）（1464年—1515年）
4. 希比爾（英语：Sibylle of Brandenburg）（1467年—1524年）
5. 西格蒙德（1468年—1495年）